# Crophius scabrosus
Crophius scabrosus är en insektsart som först beskrevs av Philip Reese Uhler 1904.  Crophius scabrosus ingår i släktet Crophius och familjen Oxycarenidae. Inga underarter finns listade i Catalogue of Life.